# Vinagrera (recipiente)

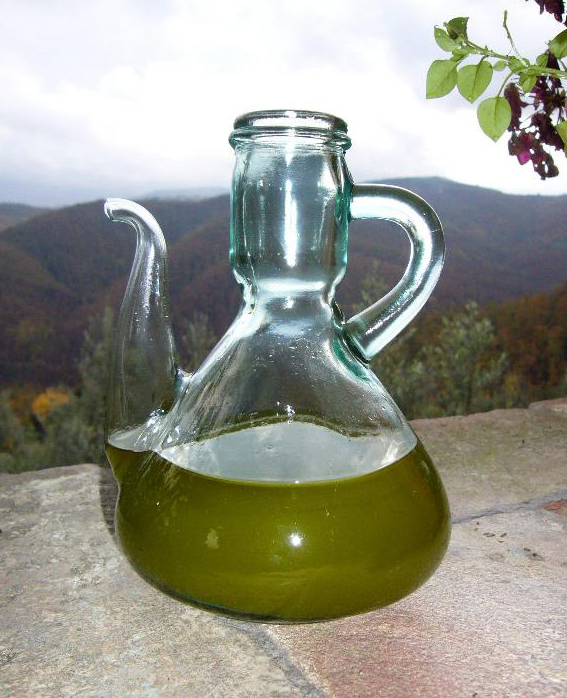
Vinagrera o aceitera de vidrio (con la morfología típica del setrill mediterráneo).

 Vinagrera, también llamada oliera o aceitera, es un recipiente destinado a contener y servir aceite. Presenta muy variadas formas, siendo las más comunes de jarrita o pequeña botella de fondo plano con asa, cuello estrecho y un pico vertedor o pitorro de diferente largo y grosor. Puede disponer de tapón o tapa y se fabrica de diversos materiales (vidrio, de cerámica, acero inoxidable, etc).

## Uso

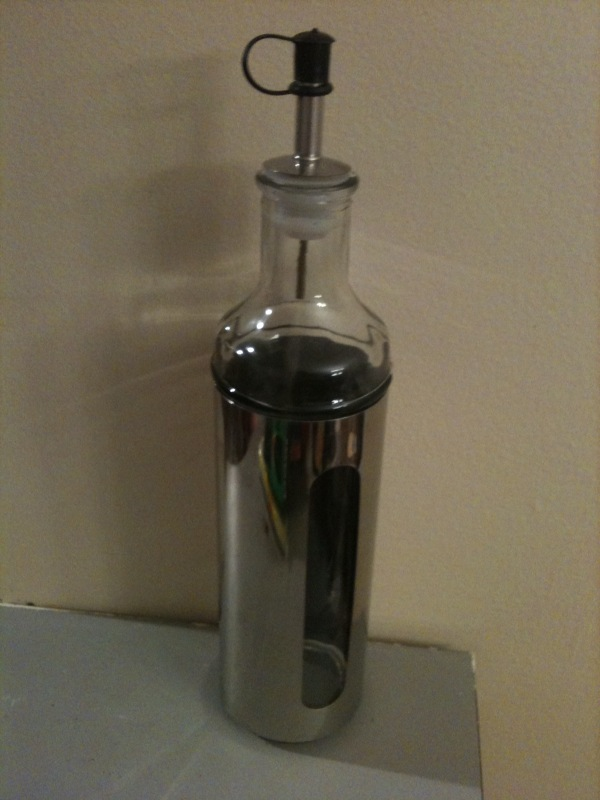
Recipiente para servir el vinagre.

El modelo más popular tiene un asa y dos boquillas, una gruesa en su parte superior para rellenarlo y un caño fino lateral para aliñar. Algunas van protegidas con un tapón de corcho provisto de un pequeño ojal o canalón para dejar pasar el aire, que evita la formación del vacío en el momento de servir.
Hoy en día la vinagrera suele tener una función culinaria, como contenedor de condimentos líquidos como el aceite de oliva o el vinagre. A menudo tienen un filtro incorporado para filtrar el líquido, de modo que el vinagre que contiene hierbas y otros ingredientes sólidos quede claro y libre de obstáculos al verterlo en el plato. Las vinagreras también sirven como jarras para el jugo de limón, jugo de ajo y otros aceites de gourmet. También se utilizan para servir el vino y el agua en una misa católica.

## Historia
Hay registrado el ejemplo del uso temprano de un "vaso de aceite", (una jarra o recipiente para contener líquidos) en la Biblia (I Libro de los Reyes 17:16). Se conservan algunas vinagreras que datan de la época medieval y de uso religioso, referenciado en el siglo XVII, diferenciando la del aceite de oliva y la del vinagre. 

## Tipología

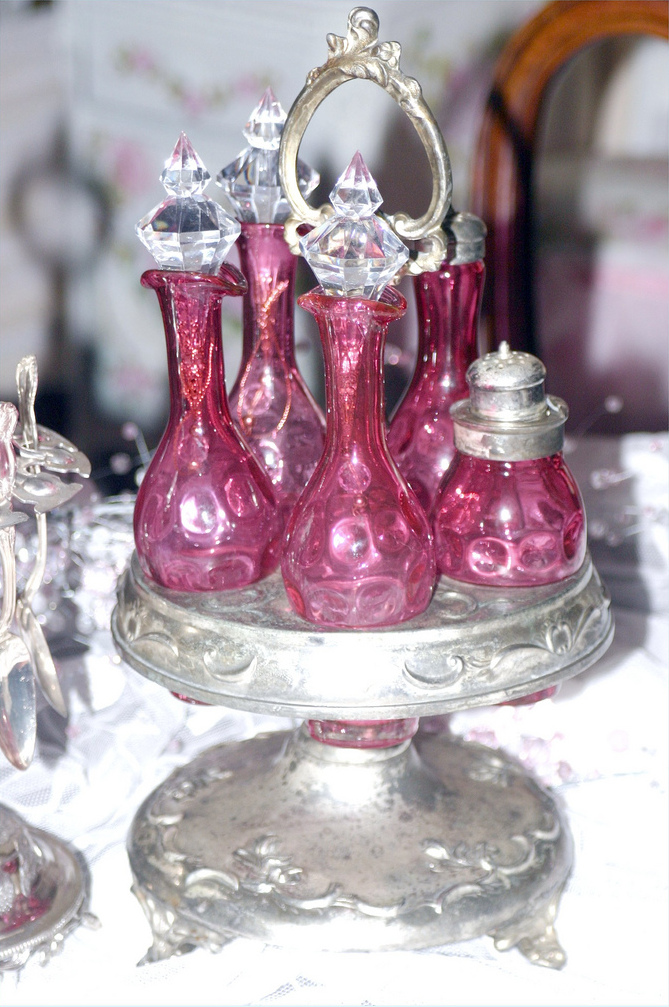
Conjunto vinagreras en un soporte, época victoriana

La gama de vinagreras va desde simples jarras a las altamente decorativas de cristal tallado más ornamentales que funcionales.
Otro modelo son las vinajeras de misa usadas para trasegar el vino y el agua rituales en la eucaristía. Hay ejemplares que se llevan una «phoedelia» (tapaderita), a menudo en forma de cruz, que protege el contenido, y presentar distinciones como una 'A' (por «Aqua»), o una 'V' por «Vinum».